# Aguadilla (plaats)
Aguadilla is een plaats (zona urbana) in het Amerikaanse unincorporated territory Puerto Rico, en valt bestuurlijk gezien onder gemeente Aguadilla.

## Demografie
Bij de volkstelling in 2000 werd het aantal inwoners vastgesteld op 16.776.

## Geografie
Volgens het United States Census Bureau beslaat de plaats een oppervlakte van 8,2 km², waarvan 6,7 km² land en 1,5 km² water. Aguadilla ligt op ongeveer 61 m boven zeeniveau.

## Plaatsen in de nabije omgeving
De onderstaande figuur toont nabijgelegen plaatsen in een straal van 80 km rond Aguadilla.